# بیسکووپکی (ناحیه برنو-تسوونتری)
بیسکووپکی (به چکی: Biskoupky) یک منطقهٔ مسکونی در جمهوری چک است که در ناحیه برنو-تسوونتری واقع شده‌است. بیسکووپکی ۵٫۸۱ کیلومتر مربع مساحت و ۱۸۹ نفر جمعیت دارد و ۲۷۰ متر بالاتر از سطح دریا واقع شده‌است.